# 艾尔·巴比
艾尔·巴比（1938年1月8日—）是一位美国社会学家，查普曼大學行为科学荣誉退休教授，主要作品有《社会研究方法》（The Practice of Social Research，1975年首次出版，后多次再版并被译为多种语言）等。